# Jaisalmer (stato)
Lo Stato di Jaisalmer fu uno stato principesco del subcontinente indiano, avente per capitale la città di Jaisalmer.

## Storia

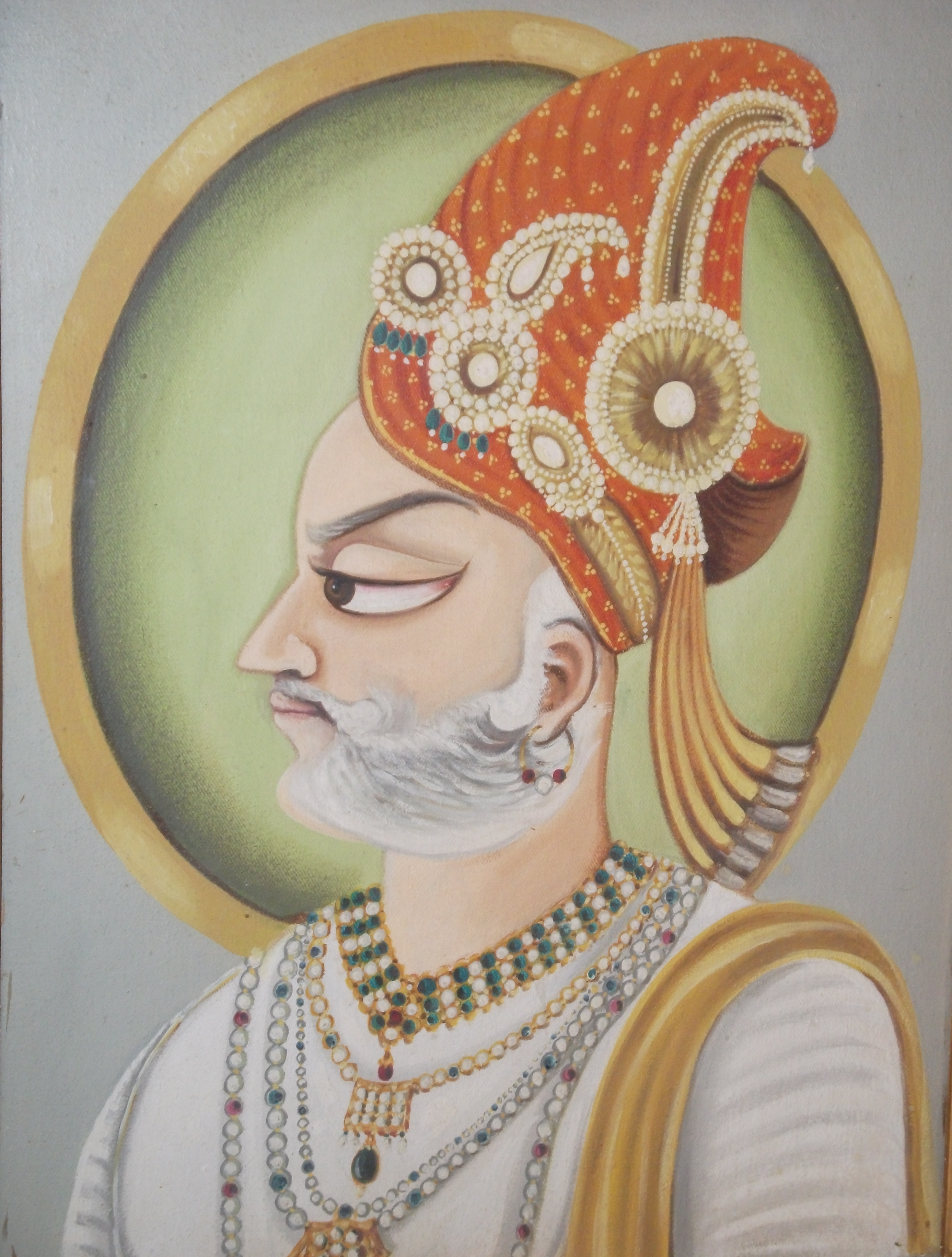
Il maharawal Jaisal Singh in un dipinto conservato al Forte di Jaisalmer.

Lo Stato di Jaisalmer fa risalire la sua fondazione come partizione del regno di Devgarh. La capitale, Jaisalmer, venne fondata nel 1156 e rimase poi sotto l'impero moghul prima e maratha poi sino all'arrivo del protettorato britannico ad inizio ottocento.
Sin dalla sua fondazione, il regno era tradizionalmente legato al commercio di carovane ed al passaggio di viaggiatori, ma l'economia ne risentì molto quando Bomay emerse come il principale porto indiano a sostituzione dei collegamenti terrestri sul subcontinente. I maharawal Ranjit Singh e Bairi Sal Singh tentò di ridurre l'impoverimento del regno ma un'improvvisa carestia dal 1895 al 1900 piagò ulteriormente la popolazione, durante il regno del maharawal Salivahan Singh.
Il maharawal Jawahir Singh (1914–49) tentò una modernizzazione dello Stato, ma questo fatto fallì facendo rimanere lo Stato arretrato e senza un'economia stabile se comparato ad altri stati nell'area del Rajasthan.

## Governanti

### Maharawal
- 1661 - 1702 Amar Singh  (n. 16. - m. 1702)
- 1702 - 1708 Jaswant Singh  (n. dopo il 1722)
- 1708 - 1722 Budh Singh  (n. 1722)
- 1722 - 1762 Akhi Singh
- 1762 - 1820 Mulraj II (n. .. - m. 1820)
- 1820 - 1846 Guj Singh (n. .. - m. 1846)
- 1846 - giugno 1864 Ranjit Singh
- 1864 - 1891 Bairi Sal (n. .. - m. 1891)
- 12 aprile 1891 - 11 aprile 1914 Shyam Singh (n. 1887 - m. 19..)
- 9 luglio 1914 - 15 agosto 1947 Jawahir Singh (n. 1882 - m. 1949)

#### Dewan (primi ministri)
- c.1885 - 1891   Mohata Nathmal
- c.1890 - 1903   Mehta Jagjiwan
- 189. - 1900 Thakur Kushal Singh (de facto)
- 1900 Rawatmal (de facto)
- c.1909  Lakshmi Das Sapat
- 1911 - Jun 1912  Mohammed Niyaz Ali Kazi Hapiri (m. 1866 - n. 19.)
- Jun 1912 - 21 Mar 1930 Murarji Rooji (Moraji Rao) Sapat
- 19. - 19. M.L. Khosala
- 19. - 19. Pandit Jamana Lal
- 19. - 19. Munshi Nand Kishore
- 19. - 19. Lala Rakhpat Raj
- 19. - 19. P.K. Shurugula
- 19. - 19. Brij Mohan Nath Zutshi
- 19. - 19. Anand Swaroop
- 19. - 19. Onkar Singh
- c.1940 - c.1942  Lakhpat Rai Sikund